# Браже, Байба
Байба Браже (латыш. Baiba Braže, урождённая Лайзане, Laizāne; род. 1966, Рига) — латвийский дипломат и государственный деятель. Министр иностранных дел Латвии с 2024 года.

## Биография
Родилась 4 декабря 1966 года в СССР в городе Рига (Латвийская Советская Социалистическая Республика).
Училась в престижной рижской 2-й средней школе.
Её тренером по метанию копья была Валентина Эйдука.
В 1990 году окончила юридический факультет Латвийского государственного университета им. П. Стучки, получила степень магистра. В 1992—1993 годах изучала политологию на факультете истории и философии Латвийского университета. В 2002 году получила степень магистра социальных наук по программе «Коммуникационные исследования» на факультете социальных наук Латвийского университета.
С 1996 по 1998 год была первым секретарём Постоянного представительства Латвии при ООН в Нью-Йорке, затем в 1998—1999 годах — советником по внешней политике премьер-министра Вилиса Криштопанса.
В 1999—2003 годах — директор I-политического Департамента (Европа) при Министерстве иностранных дел Латвии.
В 2003—2008 годах — посол Латвии в Нидерландах и постоянный представитель при Организации по запрещению химического оружия в Гааге.
В 2008 году — посол по особым поручениям III-политического Департамента при Министерстве иностранных дел Латвии.
В 2008—2011 годах, когда её муж Тьяко ван ден Хаут (Tjaco T. van den Hout) был послом Нидерландов в Таиланде, Лаосе, Камбодже и Мьянме, она жила в Таиланде, где изучала страны Юго-Восточной Азии (буддизм, язык и регионоведение) в 2008—2010 годах в Университете Чулалонгкорна в Бангкоке.
В 2011—2016 годах — руководитель Дирекции политики безопасности и международных организаций при Министерстве иностранных дел Латвии.
В 2015—2016 годах — посол-нерезидент Латвии в Индонезии.
В 2016 году — руководитель Дирекции коммуникаций при Министерстве иностранных дел Латвии.
В 2016—2020 годах — посол Латвии в Соединённом Королевстве Великобритании и Северной Ирландии.
В 2020—2023 годах являлась заместителем генерального секретаря НАТО Йенса Столтенберга по публичной дипломатии.
В 2023—2024 годах — посол Министерства иностранных дел по особым поручениям.
19 апреля 2024 года на внеочередном заседании Сейм Латвии утвердил Байбу Браже министром иностранных дел Латвии в правительстве под руководством премьер-министра Эвики Силиня. За её назначение проголосовали 66 депутатов. Её поддержали правящая коалиция, а также оппозиционные «Объединённый список» и «Латвия на первом месте». Оппозиционные «Национальное объединение» и «Стабильность!» голосовали против. Сменила Кришьяниса Кариньша, ушедшего в отставку после возбуждения против него уголовного дела. Кариньш арендовал частные бизнес-джеты для рабочих перелётов.
Помимо родного латышского, владеет русским, английским, нидерландским, французским и тайскими языками.

## Награды
- Крест Признания 2 степени (15 марта 2007 года)[3]
- Офицер ордена Инфанта дона Энрике (2003 год, Португалия)[4]